# Shiksa
Shiksa, shikse (Yidis: שיקסע shikse) es una palabra de origen yidis usada también en otros idiomas, sobre todo en el polaco, y principalmente por los judíos estadounidenses, como un término de mujer gentil, inicialmente y generalmente como peyorativo.
Dentro de la comunidad judía argentina el término se utiliza para referirse a las empleadas domésticas. El término equivalente para un hombre gentil, aunque es menos usado, es shegetz.

## Etimología
La palabra shiksa etimológicamente se deriva en parte del término hebreo שקץ shekets, que significa  "impura", dependiendo del traductor.
En polaco, sziksa [ʂɨksa] es una palabra peyorativa para una niña inmadura o adolescente, ya que es una fusión entre el término yiddish y el uso del verbo polaco sikać ("orinar"). Significa "meón" y es aproximadamente equivalente a los términos "mocoso", "chorrito" o "chico".